# 张陶
张陶（1964年4月29日—），博士、研究员。曾任中国航天科技集团有限公司下属航天投资控股有限公司党委书记、董事长，因涉嫌殴打两位国际宇航科学院院士被双开、批捕，案件尚在调查中。

## 生平
张陶生于1964年，江苏沛县人。1983年，毕业于西安电子科技大学，获工程学士学位。1988年，毕业于中国空间技术研究院，获工程硕士学位。1989年，开始在航天科技集团五院北京控制工程研究所工作。
2005年前后，他在哈尔滨工业大学管理学院取得博士学位。担任过中国航天工业总公司计划局经济合作处处长，中国航天科技集团公司计划经营部经济技术合作贸易处处长、经营投资部副部长，香港航天科技国际集团有限公司执行董事、副总裁、党委委员，香港航科技术开发有限公司董事长、总经理 。
2010年，他在中欧国际工商学院获得工商管理硕士（EMBA）学位。
2014年3月12日至2018年11月28日任中国核工业建设股份有限公司董事。
2018年12月，张陶升任航天投资控股有限公司董事长、党委书记 。

### 殴打院士
2021年6月6日，张陶连续殴打国际宇航科学院院士王晋年，并在追打王的过程中推到吴美蓉。中国新闻周刊报道，传闻是因为张陶寻求吴美蓉、王晋年推荐其成为国际宇航科学院院士被拒绝。6月12日12时许，王晋年报案并于7月5日被司法鉴定为轻伤二级。另一位伤者吴美蓉则被医院诊断为胸椎轻度压缩骨折，腰椎滑脱，已住院接受治疗。
2021年7月，事件被曝光而引发公众愤怒。
2021年7月2日，航天投资母公司中国航天科技集团发布通知，表示将“依规依纪进行处理”。2021年7月4日，中国航天科技集团通告“张陶同志酒后打人”并宣布將張陶停職调查。7月5日，北京市朝阳区公安分局发布已对张陶刑事拘留、案件正在调查的通报。7月19日，北京市朝阳区人民检察院以涉嫌故意伤害罪批准逮捕张陶，同日中国航天科技集团发布通报开除张陶党籍、职务。

### 身世传闻
据《联合早报》报道，因张陶殴打两位院士事件未第一时间被处理，外界流传张陶是开国上将张宗逊之孙，其父是张宗逊长子张新侠，其母是陶斯亮，前广东省委书记陶铸的女儿等显示其背景强大的传言。张宗逊亲属对此予以否认；陶斯亮称此谣言是对其个人和对一百周年的泼污。吴丹红表示此是谣言。